# Thalictrum calcicola
Thalictrum calcicola är en ranunkelväxtart som beskrevs av Daisuke Shimizu. Thalictrum calcicola ingår i släktet rutor, och familjen ranunkelväxter. Inga underarter finns listade i Catalogue of Life.